# Callohesma aurantifera
Callohesma aurantifera är en biart som först beskrevs av Cockerell 1912.  Callohesma aurantifera ingår i släktet Callohesma och familjen korttungebin. Inga underarter finns listade.

## Bildgalleri

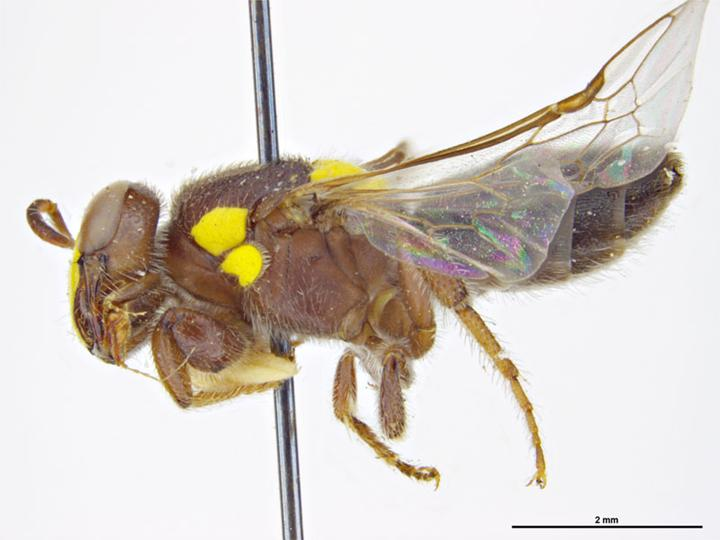
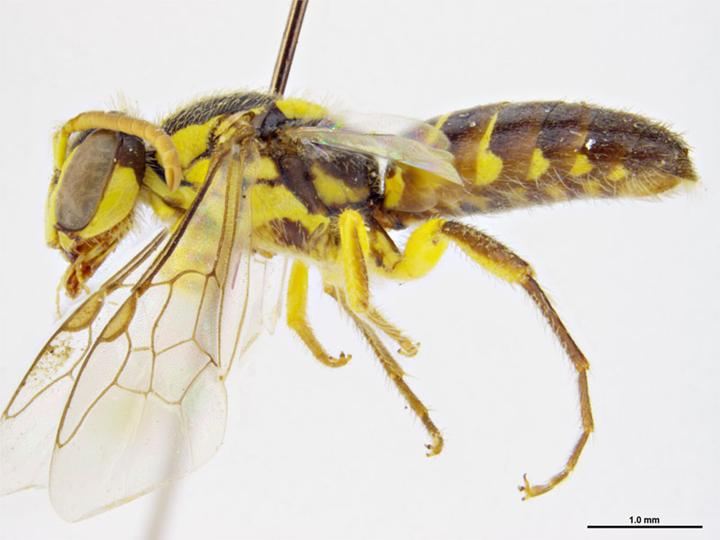